# 크리스토프 치머만
크리스토프 치머만(독일어: Christoph Zimmermann, 1993년 1월 12일 ~ )는 독일의 축구 선수이다. 현재 독일 분데스리가의 SV 다름슈타트 98에서 활약하고 있다.